# Sport Club Internacional
El Sport Club Internacional, conocido popularmente como Internacional, Inter de Porto Alegre o simplemente Inter, es un club multideportivo de la ciudad de Porto Alegre, capital del estado de Rio Grande do Sul, Brasil. Fue fundado el 4 de abril de 1909, por Henrique Poppe Leão. Actualmente participa en la primera división del Campeonato Brasileño. Sus colores son el rojo y el blanco y sus hinchas son conocidos como Los Colorados.
A nivel internacional, es uno de los clubes más exitosos de Brasil, siendo el tercer equipo brasileño más laureado a nivel internacional, con 7 títulos internacionales oficiales, solo por detrás de Santos y São Paulo. Entre sus mayores logros internacionales, destacan la conquista de la Copa Mundial de Clubes de la FIFA en 2006, 2 títulos de la Copa Libertadores obtenidos en 2006 y 2010, una Copa Sudamericana ganada de forma invicta (2008), 2 títulos de la Recopa Sudamericana (2007 y 2011) y una Copa Suruga Bank (2009).
A nivel nacional, Internacional es tricampeón del Brasileirao y es el único club brasileño en haberse consagrado campeón nacional sin perder ningún partido durante la era moderna del Brasileirao posterior a 1971 (invicto en 1979), también ganó una Copa de Brasil, una Copa Heleno Nunes y 46 títulos del Campeonato Gaúcho, competición de la cual es el actual campeón, máximo ganador y único octa-campeón.
Mantiene además de Independiente y River Plate, el récord en haber conseguido los cuatro torneos actuales de la Conmebol (Copa Libertadores, Copa Sudamericana, Recopa Sudamericana y Copa Suruga Bank). Mientras que junto con el Sport Club Corinthians Paulista son los únicos equipos en América en ganar la triple corona (Mundial de Clubes, Recopa Sudamericana y Copa Libertadores en un mismo año).
El internacional, es uno de los clubes más populares del fútbol brasileño, con un hinchada estimada de 6,3 millones de fanáticos en todo el Brasil. Es el club pionero de Brasil en el programa de socio-torcedor lanzado en 2003, logrando igualar sus finanzas con los equipos del centro del país. Cuenta con la mayor cantidad de socios de Brasil, con más de 75 000 socios activos. Desde 1969, juega sus partidos de fútbol en el estadio Beira-Rio, estadio que tiene un techo con forma de hojas y con una fachada remodelada de acuerdo a los colores del club, es uno de los estadios más modernos de Sudamérica, donde se jugaron 5 partidos del Mundial de 2014 y cuenta con una capacidad para más de 50 mil hinchas.
Su rival histórico es el Grêmio, con el cual disputa el Grenal o Clásico Gaúcho, considerada la rivalidad deportiva más importante entre equipos de fútbol del estado de Rio Grande do Sul y una de la rivalidades más importantes de Brasil. Junto con este último son los únicos equipos de Porto Alegre que pertenecen al grupo selecto de los únicos 31 equipos en el mundo que han ganado el máximo campeonato de clubes de fútbol a nivel mundial, cuando el 17 de diciembre de 2006 se consagró campeón de la Copa Mundial de Clubes de la FIFA disputada en Japón, al derrotar al F. C. Barcelona de España, por 1-0 en el Estadio Internacional de Yokohama.
Además del fútbol masculino, Internacional mantiene o ha mantenido otros deportes colectivos e individuales, como el fútbol femenino, atletismo, e-sports, baloncesto, boxeo, taekwondo, voleibol y fútbol sala. En este último ganó la Liga de Futsal en 1996 , la Copa Libertadores de Futsal en 2000, la Copa Intercontinental de Futsal en 1996 y ocho títulos estatales. En el fútbol femenino, es la mayor ganadora del Campeonato Gaúcho, con diez títulos, siendo el más reciente en 2020.

## Historia

### Fundación
El club fue fundado el 4 de abril de 1909 por el periodista brasileño Henrique Poppe Leao y sus hermanos Luiz Madeira Poppe y José Eduardo Poppe, quienes se mudaron de San Pablo a Porto Alegre en 1901 y les resultó difícil encontrar un club para practicar fútbol, dado que los principales clubes de la ciudad en ese entonces estaban restringidos a los descendientes alemanes. El nombre es una referencia al hecho de que el equipo aceptaba jugadores de todas las nacionalidades y también un homenaje al Internacional Paulista, del cual formaron parte los hermanos Poppe antes de mudarse a Porto Alegre. 
El 18 de julio del mismo año, Internacional hizo su primer partido en el Estadio de Grêmio ( Baixada ), ubicado en el barrio Moinhos de Vento. El resultado no pudo ser peor para el Inter, perdió 10-0 ante Grêmio.

### 1913–1939: Primeros títulos y nuevo estadio
En 1913, Internacional ganó su primer título, y de forma invicta: el Campeonato Metropolitano de Porto Alegre. Esta hazaña se repetiría al año siguiente, en 1914. A pesar del progreso, el resultado del primer Grenal todavía molestaba a los colorados y la mala racha se mantuvo hasta 1915, cuando finalmente venció a Grêmio por 4-1.
A partir de la década de 1920, Internacional abrió su sede y les dio espacio en su equipo a jugadores que habían pertenecido a las muchas ligas que se habían organizado entre clubes representativos negros (la famosa Black Cinnamon League, por ejemplo), de funcionarios, de funcionarios comerciales y estibadores. En 1925, un jugador negro por primera vez viste la camisa del Inter. Se llamaba Dirceu Alves y era zaguero. 
El reconocimiento en el estado empezó el 7 de septiembre de 1927, cuando el Inter se coronó campeón Gaúcho por primera vez al vencer a Grêmio en el estadio Baixada por 3-1 en dos tiempos de cuarenta minutos. En 1934, el club ganó su segundo título estatal al vencer al Grêmio Atlético Farroupilha por 1–0 .

#### La era deLos Eucaliptos
Las primeras sesiones de entrenamiento del club, en 1909, fueron en un terreno baldío al final de la calle Arlindo, entre Saldanha Marinho y José de Alencar. En 1910 el equipo fue a Campo da Várzea, dividido con el equipo del Colegio Militar, en Volta do Cordeiro (referencia al comerciante portugués José Antônio Cordeiro, quien cedió un cobertizo donde los jugadores mantenían a los porteros después de cada entrenamiento y juego, para evitar que sean robados por ladrones de madera). Los surcos en el suelo estaban marcados con leche de cal para demarcar las líneas de césped en los días de fútbol. 
En 1929 el ingeniero Ildo Meneghetti fue elegido presidente del Inter y encontró tierras disponibles en la calle Silveiro, que en ese momento establecia el límite de la ciudad de Porto Alegre. Inter realizó la compra y finalmente obtuvo su primera participación, 20 años después de su fundación. Meneghetti puso a la venta acciones para la construcción del nuevo estadio de Los Eucaliptos.
La apertura fue en marzo de 1931, con un Grenal, ganado por el Inter por 3-0. El estadio de Los Eucaliptos (más tarde llamado Ildo Meneghetti) inicialmente tenía 10,000 asientos, con un pabellón de madera en la calle Silveiro y una tribuna de cemento en el lado opuesto.

#### Mundial de 1950
Para la Copa del Mundo de 1950 , el pabellón de Silveiro también se hizo concreto, como lo exige la Confederación Deportiva Brasileña - CBD . La Copa del Mundo tuvo dos juegos en el estadio:
- Suiza 2-1 México
- Yugoslavia 4 - 1 México

El último partido en Los Eucaliptos se jugó en marzo de 1969: el Inter venció al equipo más antiguo de Brasil, Río Grande, por 4-1; El viejo ídolo Tesourinha llegó tarde, jugó unos minutos y arrebató la red a uno de los porteros. El estadio resistió la prueba del tiempo durante más de 80 años en el barrio Menino Deus, en la zona sur de Porto Alegre. En agosto de 2010, se anunció su venta a una empresa constructora.

### 1940–1968: ElRolo Compresory la proyección nacional
El Rolo Compressor fue un equipo histórico y extremadamente ofensivo que duró desde 1940 hasta 1948, ganando ocho torneos gaúchos en el espacio de nueve años. La razón de tal superioridad se remonta a 1928, cuando el club comenzó a usar jugadores negros en su equipo, una práctica que otros equipos locales todavía ho habían adoptado. Esto fortaleció al equipo de manera notable, además de crear el apodo cariñoso 'Clube do Povo' (En español "El Cuadro del Pueblo"). Este equipo contó con varias de las mayores estrellas de la historia del club. 
En 18 de noviembre de 1945 , Internacional gana un torneo sin precedentes, un Campeonato Gaúcho en Timbaúva, jugando contra el Pelotas. A partir de ahí es que el apodo 'Rolo Compressor' dado por Vicente Rao ganó fama. Los grandes clubes de Rio y San Pablo aparecieron con propuestas millonarias, pero los jugadores se negaron a abandonar Porto Alegre . 

#### Comienzo del Campeonato Brasileño y campañas destacadas
Los años 60 fueron difíciles para el club, que se dedicó a la construcción del estadio Beira-Rio. Los destaques de esa época fueron la conquista del Campeonato Gaucho de 1961 y también el debut en la Copa de Brasil en 1962. El equipo Colorado tuvo una campaña histórica, siendo semifinalistas y eliminado por Botafogo después de dos empates 2-2 y un partido extra.
La primera victoria de un club gaúcho frente a un club Paulista en San Pablo tuvo lugar el 28 de mayo de 1967. Internacional venció a Corinthians por 1–0 en el Pacaembu para la última fecha del Torneo Roberto Gomes Pedrosa ese año. Corinthians había estado invicto durante quince partidos y parecía imbatible. El equipo colorado también fue el subcampeón de los campeonatos nacionales de 1967 y 1968, después de haber sido derrotado en la final por Palmeiras y Santos, respectivamente.

### 1969-1979: La década dorada y el dominio del Colorado en Brasil

#### 1969: Aparece elGigante da Beira-Rio
Don Elías Figueroa, uno de los mejores zagueros de todos los tiempos, es también uno de los mayores ídolos de la historia del club. Justo en el año que terminaba una larga hegemonía de Internacional en el fútbol gaúcho, en 1956, comenzó la historia de la construcción de un gran estadio, el Beira-Rio. El 12 de septiembre de 1956 el concejal Ephraim Pinheiro Cabral, un jugador de fútbol, que a menudo presidió el Inter, presentó al Ayuntamiento de Porto Alegre el proyecto para donar un área que desembarcaría en el río Guaíba. De hecho, el Inter estaba ganando era un terreno en el agua. Solo en 1959 el club plantó las primeras apuestas del Beira-Rio.
El estadio Beira-Rio fue construido en gran parte con la contribución de los hinchas, quienes llevaron ladrillos, cemento y hierro a la obra, incluso desde ciudades del interior del estado. En este sentido, hubo programas de radio especiales para movilizar a los fanáticos del Colorado en todo Rio Grande do Sul. Incluso se dice que Falcão, más tarde un ídolo del Colorado, ayudó a traer ladrillos a la obra.
El Beira-Rio fue inaugurado el domingo 6 de abril de 1969, 60 años y dos días después de la fundación del club. En el partido inaugural contra el Benfica de Portugal, Claudiomiro marca el primer gol del Inter en el estadio. Y de repente, un hombre grande comenzó a llorar y a abanicar a la multitud mientras rodeaba el césped: fue Rui Tedesco, el ingeniero que terminó el Beira-Rio. Los líderes estaban entusiasmados, pero nada era mayor que el orgullo de los fanáticos. Esa tarde nació el Gigante da Beira-Rio. 

#### 1975: Primer título brasileño con''gol iluminado''
En 1975, Internacional se encargó de colocar a Rio Grande do Sul en el mapa del fútbol brasileño. Desde Nacional de Montevideo había traído, en el año anterior, el portero Manga; de Fluminense, el extremo izquierdo Lula, en aquel entonces el mejor jugador de su posición. De las inferiores surgieron jugadores como Caçapava, Chico Fraga y Batista. En 1975, vendría el delantero Flávio, uniéndose a un equipo que ya tenía jugadores de jerarquía como Figueroa, Falcao, Paulo César Carpegiani y Valdomiro. El Campeonato Brasileño, dominado en gran parte por los equipos de San Pablo, ganadores de 12 de los 18 títulos nacionales jugados hasta ese momento, ya sea en la Copa de Brasil o en el Torneo Roberto Gomes Pedrosa, fue ganado por un club gaúcho. En total hubo 29 partidos, 58 puntos ganados, 18 victorias, ocho empates y solo tres derrotas. El prestigio del Colorado alcanzó proporciones nacionales incluso antes de asegurar la copa el 14 de diciembre. El domingo anterior, el Internacional ganó la semifinal ante Fluminense por 2-0, con goles de Luiz Ribeiro Pinto Neto y Paulo César Capergiani en el Maracaná. Aunque los cariocas tenían el favoritismo, el equipo de Rubens Minelli aplicó un "nudo táctico" para ganar la semifinal por 2-0. Internacional ganó el duelo contra Cruzeiro por 1-0, en el Beira-Rio, en la final del Campeonato Brasileño de 1975. Con este resultado, Internacional se convirtió en campeón. El gol de la victoria fue anotado por el chileno Elías Figueroa, que saltó más alto que la defensa de Cruzeiro y con la cabeza, Inter obtuvo el "Brasileirao" en 1975 y 1976. 

#### 1976: Reyes de Rio Grande do Sul y Brasil
El Internacional alcanzó el record de ganar ocho Torneos Gaúchos, en 1976. Junto con Juventus, Bayern Múnich, Racing Club de Avellaneda y Olympique Lyonnais son los únicos equipos en el mundo en ganar más de siete torneos seguidos. Con Rubens Minelli como el DT de la mayoría de los títulos, el Colorado creó un equipo en la década de 1970 que tenía estrellas como Falcao, Carpeggiani, Figueroa y otros destaques como Valdomiro, Flavio, Claudiomiro, Escurinho, Jair, Dario, Lula, Marino, Manga, Bautista y Caçapava. Un gran equipo que coincidió con la gran etapa del Beira-Río, inaugurado en 1969, exactamente en el año del primero de los ocho títulos Gaúchos. Este último también fue conquistado en el Beira-Río el 22 de agosto de 1976, venciendo a su rival Grêmio por 2–0 con goles de Lula y Dario. 
Con un mejor equipo que el año anterior, Internacional volvió a ser soberano en la primera fase del Campeonato Brasileño de 1976, con 7 victorias y 1 derrota en 8 juegos, quedando en la primera posición. En la segunda fase, el equipo no perdió, ganando 4 juegos y empatando 1. En la tercera fase, seis victorias y dos derrotas en ocho juegos llevaron al equipo, primero, a las semifinales de la competencia. Con el derecho de volver a jugar la final en casa, el Colorado no tuvo problemas para ganar su segundo título brasileño contra el Corinthians. El equipo de San Pablo jugó más basándose en la fuerza física y la emoción que en la técnica. Sin la presencia masiva de sus fanáticos como en la Invasión del Maracaná, el equipo alvinegro no podría ser valiente contra el mejor equipo del país. Fue vencido por 2-0, goles de Darío y Valdomiro. Internacional fue dos veces campeón brasileño, coronando su fútbol eficiente, brillante y técnico, además de colocar a Falcao, Figueroa, Manga y Carpegiani en el nivel más alto del gran fútbol brasileño e incluso mundial (en el caso de Falcao y Figueroa).

#### 1979: Campeonato invicto y tercer título nacional
Con un número récord de participantes, el Campeonato Brasileño de 1979 fue jugado por 94 equipos. Después de tres etapas grupales, se alcanzó la semifinal, en la que Internacional eliminó a Palmeiras, mientras que Vasco dejó a Coritiba en el camino. En la decisión, Internacional venció a Vasco en ambos partidos (2–0 en Río de Janeiro y 2–1 en Porto Alegre). Paulo Roberto Falcao hizo el último gol de la campaña victoriosa que selló el tricampeonato brasileño del Inter el 23 de diciembre de 1979.  Así, el club gaucho se convirtió en el primer campeón invicto en la historia del Campeonato Brasileño, con una campaña de 16 victorias. y 7 empates y cero derrotas. El primero y único, sin contar la fase previa a 1971 de la competencia, en sus denominaciones Copa Brasil y Torneo Roberto Gomes Pedrosa. Esta hazaña fue el tema de un libro escrito por el ídolo del club Falcao, en el que el título dice: "El equipo que nunca perdió". 
La tercera estrella colocada en la insignia del club terminó una década de gloria internacional, que además de los tres títulos nacionales (1975, 1976 y 1979), también estuvo marcada por los ocho torneos gauchos (ganó todos de 1969 a 1976).

### 1980-1990: La década de plata

#### 1980: Subcampeón de la Copa Libertadores
El año 1980 estuvo marcado por la ruptura del Internacional que cautivó a Brasil en los años 70. El Colorado volvió a hacer historia al ser el primer club de Rio Grande do Sul en jugar una final de Copa Libertadores. El Internacional era un equipo sólido en la defensa y con poder ofensivo, manejado por la figura de Falcao. El oponente fue Nacional de Montevideo, que hizo un gran partido en la final en el Beira-Río, obteniendo un importante empate 0-0. El partido de vuelta fue parejo, pero a los 35 minutos, Victorino anotó el gol que dio el segundo título de la competencia al equipo uruguayo. 

#### 1982–1987: Logros de torneos amistosos y decisión de la Copa Unión de 1987
En 1982, Internacional ganó el Trofeo Joan Gamper eliminando al Barcelona de Maradona en el Camp Nou con más de 100,000 personas y venciendo al Manchester City por un marcador de 3-1 en la final. Se convirtió en el primer y único club fuera de Europa en ganar el torneo, organizado por el propio Barcelona desde 1966. 
En 1984, Internacional ganó tetracampeonato Gaúcho y también el Torneo Heleno Nunes, organizado por la CBF. Como resultado, su primer equipo fue invitado a representar a la selección brasileña en los Juegos Olímpicos de 1984 . El equipo brasileño eliminó a Canadá por penales en los cuartos de final, luego venció a Italia en la semifinal por 2-1. En la final contra Francia, con el público más grande de la historia de los Juegos Olímpicos (101,799 personas) siguió el partido que terminó 2-0 para Francia. Así, el fútbol brasileño ganó su primera medalla de plata en los Juegos Olímpicos de verano. 
Tres años después, en 1987, el Colorado jugó otra final, esta vez contra Flamengo por la Copa Unión de1987. Después de un empate 1-1 en Porto Alegre y una derrota por 1-0 en Río de Janeiro, el club de Rio Grande do Sul terminó la competencia como subcampeón. 

#### 1988: Finalista brasileño y sueño de la Copa Libertadores pospuesto
En la temporada de 1988, el Colorado llegó a la final del Campeonato Brasileño, donde defendió los cuatro campeonatos gaúchos. El oponente fue el Bahia, quien lo venció 2-1 en Salvador y mantuvo el empate sin goles en Porto Alegre, que culminó con otro subcampeonato en la historia del club. Con un cupo asegurado en la Copa Libertadores de 1989, el equipo Colorado llegó a las semifinales, siendo eliminado por Olimpia de Paraguay, en los penales. Los años 80 estuvieron marcados por un solo logro nacional, que fue el Torneo Heleno Nunes, celebrado en 1984 por la CBF y conquistado por el Colorado sobre Bahía, además de cuatro conquistas estatales consecutivas, entre 1981 y 1984. Los años 90 comenzaron con la conquista del título del 30.º Campeonato Gaucho, en 1991.

### 1991–2004: El logro sin precedentes de la Copa de Brasil, la crisis y la mala racha

#### 1992: La conquista de la cuarta estrella
En la temporada de 1992, Internacional ganó el título de la Copa de Brasil y el Campeonato Gaúcho. El equipo colorado eliminó a los equipos de Corinthians, Gremio, Palmeiras y Fluminense en la competencia nacional. Luego de confirmar el favoritismo contra Muniz Freire-ES, el Colorado no dio oportunidades a Corinthians, venció a los Paulistas por 4-0 en el Pacaembu y llegó a cuartos de final con un empate sin goles en el Beira-Rio. Frente a Grêmio, el Colorado le ganó al clásico rival en los penales por 3-0 después de dos empates 1-1. Con dos victorias sobre Palmeiras, los gauchos estaban asegurados en la final. A pesar de una derrota por 2-1, el Internacional venció al Fluminense por 1-0 en Beira-Rio y levantó el trofeo gracias a su gol de visitante. El entrenador Antonio Lopes contó con el goleador Gerson da Silva para convertirse en campeón de la Copa de Brasil. El delantero contribuyó con nueve de los 20 goles marcados por el Colorado y ganó la bota de oro del torneo por tercera vez (1989, 1991 y 1992). 

#### Decepción en la Libertadores,Grenal 5-2y escape del descenso
Después de la conquista nacional, el club gaúcho tenía derecho a jugar la Copa Libertadores 1993 , pero fue eliminado en la primera fase de la competencia con 3 empates y 3 derrotas. En la temporada de 1994, ganó su título Gaúcho número 32.
En 1997 el equipo de Porto Alegre ganó el título del Campeonato Gaúcho. En el Campeonato Brasileño, tuvo la mejor campaña de los años 90, terminando en tercer lugar. En la misma competencia, el Colorado también logró una victoria histórica sobre su rival de toda la vida, Gremio con por 5-2, de visitante. 
En la temporada de 1999, el club fue semifinalista de la Copa de Brasil, pero fue eliminado por el Juventude. En el Campeonato Brasileño, tuvo una mala campaña y escaparon del descenso en la última fecha con un gol de Dunga sobre la hora. La década de 1990 no fue victoriosa para el club, que solo tuvo un logro nacional y cuatro logros estatales.

#### Fernando Carvalho
En 2002, Fernando Carvalho fue elegido presidente del club. Como gerente del Colorado desde la década de 1990, había tratado de ocupar el primer puesto del club en elecciones anteriores, pero fue derrotado.  El club en la década de 2000 reveló grandes jugadores para el fútbol brasileño y mundial, como Lúcio, Fabio Rochemback, Daniel Carvalho, Nilmar, Rafael Sóbis, Alexandre Pato y Leandro Damião. Después de escapar del descenso en 2002, el club se reestructuró para formar un equipo competitivo. En la temporada 2004, Internacional fue campeón del Campeonato Gaúcho e hizo una campaña histórica en la Copa Sudamericana, llegando a la semifinal, siendo eliminado por Boca Juniors 4–2 en el puntaje agregado.

### 2005–2011: Tetracampeón gaúcho, Campeones de América y del mundo

#### 2005: Tetracampeonato brasileño postergado y la ambición de conquistar el mundo
En la temporada 2005, con Muricy Ramalho como DT, Internacional fue por cuarta vez consecutiva campeón del Campeonato Gaúcho. El equipo Colorado fuel el puntero del Campeonato Brasileño de 2005 hasta que se descubrió la 'Máfia do Apito' (En español, "Mafia del silbato"). En ese momento, el árbitro Edílson Pereira de Carvalho estaba involucrado en un esquema de resultados. El STJD decidió cancelar 11 partidos y el Corinthians, que tuvo la oportunidad de jugar de nuevo dos partidos que había perdido, recuperó 4 puntos, tomando la delantera del campeonato, que terminaría siendo campeón. Como subcampeón en 2005, el equipo Colorado aseguró un lugar en la Copa Libertadores de 2006 . Después del final del Campeonato Brasileño, Muricy dejó el mando del equipo. Con frustración en el Campeonato Brasileño de 2005, cuando comenzó la temporada 2006 , el entonces presidente Fernando Carvalho anunció su plan para conquistar el mundo. 

#### 2006: Campeones de América y del mundo
El Internacional de Abel Braga  fue coronado campeón de la Copa Libertadores el 16 de agosto de 2006. Con un lugar asegurado en la Copa Mundial de Clubes de la FIFA, el Colorado mantuvo la buena racha en el Campeonato Brasileño, a pesar de haber utilizado el equipo suplente en gran parte de la competencia, una vez más logró ser subcampeón brasileño. 
El 17 de diciembre de 2006, Internacional ganó la Copa Mundial de Clubes de la FIFA, el título más grande del club, al vencer a Barcelona 1-0 en Yokohama, Japón . Después de levantar la Copa Libertadores y la Copa Mundial de Clubes de la FIFA en 2006, el Colorado ganó la Recopa Sudamericana 2007 y se aseguró la Triple corona.

#### 2008: Campeón invicto de la Copa Sudamericana
El Colorado también consiguió un título exclusivo para el fútbol nacional hasta el momento: la Copa Sudamericana 2008, donde fue campeón invicto con cinco victorias y cinco empates. Después, en el 2011, la Universidad de Chile la ganó invicta, igualando con el Inter el récord. En 10 temporadas en el club, Índio ha jugó 391 partidos, anotando 33 goles, convirtiéndolo en el zaguero más goleador del Colorado. Con la camisa del Internacional, ganó 15 títulos. 

#### 2009: El centenario del club
Internacional comenzó el año de su centenario ganando el Campeonato Gaúcho invicto. Fue campeón de la Copa Suruga Bank 2009, pero perdió tres títulos: fue subcampeón en la Copa Brasileña, el Campeonato Brasileño y la Recopa Sudamericana ante Liga de Quito.

#### 2010: 2.ª Copa Libertadores y la Recopa Sudamericana
Internacional se recuperó de la mala fase y se convirtió en  bicampeón de la Copa Libertadores de América ante Chivas de Guadalajara. En la Copa Mundial de Clubes, sin embargo, el club quedó tercero después de ser eliminado en la semifinal ante TP Mazembe. En 2011, el equipo Colorado ganó su título internacional más reciente, donde se convirtió en bicampeón de la Recopa Sudamericana después de vencer a Independiente de Argentina por un global de 4-3 en el Beira-Rio. 

### 2012-presente: el nuevo Beira-Rio, el hexacampeonato gaúcho, crisis y descenso
El club se comprometió a remodelar el Beira-Rio, que estuvo cerrado por las obras para el Mundial de 2014 desde diciembre de 2012, pero el trabajo ya había comenzado en 2011. En este momento jugando fuera de casa, el Inter tuvo que lidiar con estadios temporales, jugando sus partidos en el Estadio Centenario, en Caxias do Sul, y en el estadio Vale, en Novo Hamburgo. También estuvo presente en la Copa Libertadores 2012, siendo eliminado en los octavos de final y terminando el Campeonato Brasileño en el décimo lugar.

#### La dificultad fuera de casa
Para la temporada 2013, el club firmó con el entrenador y exjugador Dunga por dos años. Jugando fuera de casa, el Colorado se convirtió en campeón  Gaúcho por tercera vez consecutiva, fue eliminado en los cuartos de final de la Copa de Brasil y no tuvo un buen Campeonato Brasileño. Después de cuatro derrotas consecutivas a cambio, el entrenador Dunga fue despedido y se hizo cargo Clemer de manera interina, terminando la competencia en el decimotercer lugar.

#### Reinauguración del Beira-Rio y clasificación para Libertadores
En la temporada 2014 el entrenador Abel Braga regresó al club por quinta vez. El 6 de abril de 2014, el Beira-Rio se reabrió oficialmente en un partido amistoso entre los dueños de la casa y Peñarol de Uruguay, con una victoria por 2-1 de Internacional. En 2014 ganó su título Gaucho número 43, fue eliminado en la tercera fase de la Copa Brasileña y la segunda fase de la Copa Sudamericana, pero hizo una buena campaña en el Campeonato Brasileño, terminando en tercer lugar y asegurando un lugar para la Copa Libertadores 2015. 

#### El sueño de los Libertadores pospuesto
Con el cambio de gestión, Abel Braga no renovó con el club y se anunció la contratación de Diego Aguirre para la temporada 2015. El Colorado ganó su título número 44 de Campeonato Gaúcho, manteniendo la secuencia y convirtiéndose en pentacampeón estadal. En la Copa Libertadores 2015, el equipo Colorado fue eliminado en la semifinal ante Tigres UANL con resultado global 4-3, terminando el evento en tercer lugar. En la Copa de Brasil fue eliminado en cuartos de final.Tras la partida del entrenador Diego Aguirre, la junta anunció el nombramiento del entrenador Argel Fucks. El equipo Colorado terminó el Campeonato Brasileño en quinto lugar sin clasificarse para la Copa Libertadores 2016 . 

#### Hexacampeonato gaúcho, crisis en el Campeonato Brasileño y descenso
En 2016, con Argel Fucks dirigiendo el equipo Colorado, el club mantuvo la secuencia de títulos y se convirtió en el hexacampeón estatal al ganar su título número 45 del Campeonato Gaúcho, y también fue el primer campeón de la Recopa Gaúcha. A nivel nacional, fue eliminado en la semifinal de la Copa Brasileña 2016, sin embargo, en el Campeonato Brasileño no tuvo el mismo éxito. La junta despidió a Argel Fucks, e incluso con la vuelta de los entrenadores Falcão, Celso Roth y Lisca, Internacional no se recuperó de la mala fase y fueron relegados por primera vez en su historia al Brasileirao B, terminando la competencia en el puesto 17.

#### Regreso a la élite del fútbol brasileño
Para la temporada 2017, la junta del Internacional anunció la contratación del entrenador Antonio Carlos Zago. El club no pudo mantener la secuencia de títulos estatales, quedando subcampeón en el Campeonato Gaúcho, en la Copa de Brasil fue eliminado en la quinta fase, Zago fue despedido y anunció el nombramiento del entrenador Guto Ferreira, quien tampoco pudo resistir un secuencia negativa, y, después de su partida, dio paso al entrenador asistente Odair Hellmann , y más tarde fue contratado como entrenador para la temporada 2018. El equipo Colorado fue subcampeón del Campeonato Brasileño - Serie B, que totalizó 71 puntos, en 20 victorias, 11 empates y solo 7 derrotas, asegurando el acceso a la élite del fútbol brasileño. 

#### Regreso a Libertadores después de 4 años.
En la temporada 2018, bajo el entrenador Odair Hellmann, Internacional ocupó el tercer lugar en el Campeonato Brasileño, donde totalizaron 69 puntos, 19 victorias, 12 empates y solo 7 derrotas, lo que garantiza un cupo directo para la Copa Libertadores 2019. Ya en la competencia, logró pasar como cabeza de grupo con 14 puntos. Logró avanzar hasta los cuartos de final, donde fue eliminado con un global de 3-1 por el flamante Flamengo de Gabriel Barbosa, que finalmente se coronaría campeón.

## Símbolos

### Escudo
Originalmente el escudo del Internacional estaba formado por las iniciales SCI bordadas en rojo sobre fondo blanco. Posteriormente se produjo la inversión, con la combinación de letras volviéndose blancas sobre fondo rojo.
| Evolución del escudo | Evolución del escudo | Evolución del escudo | Evolución del escudo | Evolución del escudo | Evolución del escudo | Evolución del escudo | Evolución del escudo | Evolución del escudo |
| -------------------- | -------------------- | -------------------- | -------------------- | -------------------- | -------------------- | -------------------- | -------------------- | -------------------- |
| 1909                 | 1977 - 1979          | 1980 - 1982          | 1983 - 1992          | 1993 - 2005          | 2006                 | 2007                 | 2008                 | 2009 - Presente      |
|                      |                      |                      |                      |                      |                      |                      |                      |                      |

### Bandera

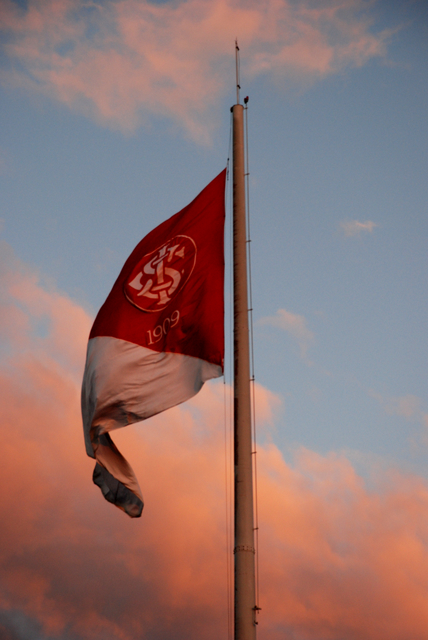
Bandera oficial del Internacional.

La bandera del Sport Club Internacional consta de dos triángulos rectángulos con los colores oficiales rojo y blanco, con el triángulo blanco con la base a la izquierda y el rojo con la base a la derecha. En la esquina superior, del lado derecho, aparecen las iniciales del club entrelazadas y la fecha de fundación.

### Mascota
La mascota del Internacional es un niño indígena llamado «Saci-Pererê», esto debido a que va en conjunto con tribus indígenas del sur de Brasil, especialmente en la región de las Misiones. Era una entidad juguetona, que engañaba y engañaba a los viajeros. Con la llegada de los esclavos africanos a Brasil, la pierna única se incorporó a la mitología - la otra pierna se perdió "jugando capoeira".

## Indumentaria
- Uniforme titular: Camiseta roja, pantalón blanco y medias rojas.
- Uniforme suplente: Camiseta blanca detalles en rojo, pantaloneta roja y medias blancas.
- Uniforme alternativo: Camiseta anaranjada con detalles en rojo, pantaloneta anaranjada y medias rojas.

Los colores predominantes del Inter de Porto Alegre son el rojo y blanco, motivo por el cual su camisa titular es de color rojo, con vivos blancos. A su vez, su camiseta alternativa tuvo diversas variaciones en su conformación.
| Primero | (ver evolución) | Actual |

### Equipamiento
Las siguientes tablas detallan la cronología de las marcas de las indumentarias y los patrocinadores del Internacional.
| Período   | Proveedor      |
| --------- | -------------- |
| 1978–1981 | Adidas         |
| 1982      | Le Coq Sportif |
| 1983–1987 | Olympikus      |
| 1987      | Perusso        |
| 1988–1994 | Umbro          |
| 1995—1996 | Rhumell        |
| 1997–1999 | Adidas         |
| 2000–2005 | Topper         |
| 2006—2011 | Reebok         |
| 2012–2019 | Nike           |
| 2020–     | Adidas         |

| Período   | Patrocinador   |
| --------- | -------------- |
| 1988–1994 | Coca-Cola      |
| 1995–1997 | APLUB          |
| 1998–2000 | General Motors |
| 2001–2024 | Banrisul       |
| 2025–     | Alfa Bet       |

## Instalaciones

### Estadio Beira-Rio
El principal recinto del club es el Estadio José Pinheiro Borda, más conocido como «Estadio Beira-Rio». Cuenta con un aforo total para 50 628 espectadores. Se encuentra ubicado en la Av. Padre Cacique, 891, del barrio Praia de Belas. El ingeniero Rui Tedesco fue quién condujo la conclusión de las obras. Su inauguración se produjo el 6 de abril de 1969.

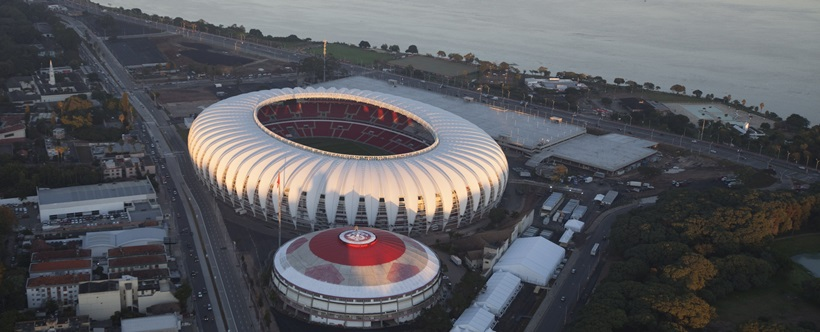
Vista panorámica del Estadio Beira-Rio.

## Datos del club
- Puesto histórico: 4.º[16]
- Temporadas en Serie A: 55. (1962, 1967-2016, 2018-Act.).
- Temporadas en Serie B: 1. (2017).
- Mejor puesto en la liga: 1.º (3 veces).
- Peor puesto en la Primera División: 25.º (1977).
- Mejor racha de partidos invicto: 39 partidos (26 victorias y 13 empates) en 1984.
- Mayor goleada a favor:
  - En campeonatos nacionales: 9-1 a Ji-Paraná-RO (06/04/1993).
  - En campeonatos internacionales: 6-1 a Club olimpia (05/05/2021).
- Jugador con más partidos disputados: Valdomiro (803 partidos oficiales).
- Jugador con más goles: Carlitos (485 goles en competiciones oficiales).
- Portero menos goleado: Gainete, en 1970, con 1203 minutos sin conceder goles (13 partidos y 33 minutos, siendo un récord en el fútbol brasileño).
- Entrenadores importantes: Rubens Minelli, Ênio Andrade, António Lopes, Carlos Alberto Parreira, Abel Braga, Celso Roth.

## Jugadores

### Plantilla 2025

#### Altas y bajas 2024/2025 (verano)
| Altas              | Altas          | Altas                | Altas                | Altas        |
| Jugador            | Posición       | Procedencia          | Tipo                 | Costo        |
| ------------------ | -------------- | -------------------- | -------------------- | ------------ |
| Juninho            | Defensa        | Midtjylland          | Transferencia.       | 1.500.000 €  |
| Diego Rosa         | Volante        | Bahia                | Préstamo.            | --           |
| Ramon              | Defensa        | Olympiacos           | Transferencia.       | No revelado. |
| Kaique Rocha       | Defensa        | Athletico            | Transferencia libre. | --           |
| Johan Carbonero    | Delantero      | Racing               | Préstamo.            | 350.000 $    |
| Victor Gabriel     | Defensa        | Sport                | Préstamo.            | --           |
| Alexandro Bernabei | Defensa        | Celtic               | Transferencia.       | 4.500.000 £  |
| Ronaldo            | Volante        | Juventude            | Transferencia.       | --           |
| Vitinho            | Delantero      | Dinamo de Kiev       | Préstamo.            | --           |
| Pablo              | Defensa        | Internacional sub-20 | Promoción.           | --           |
| Emerson Júnior     | Portero        | Atlético-GO          | Fin de préstamo.     | --           |
| Keiller            | Portero        | Vasco                | Fin de préstamo.     | --           |
| Gabriel            | Volante        | Athletico            | Fin de préstamo.     | --           |
| Baralhas           | Volante        | Atlético-GO          | Fin de préstamo.     | --           |
| Lucas Ramos        | Centrocampista | FK Auda              | Fin de préstamo.     | --           |
| Estevão            | Centrocampista | Guarani              | Fin de préstamo.     | --           |
| Gabriel Barros     | Delantero      | Avaí FC              | Fin de préstamo.     | --           |
| Lucas Ryan         | Defensa        | Caxias               | Vuelta de préstamo.  | --           |

| Bajas          | Bajas          | Bajas                   | Bajas                  | Bajas       |
| Jugador        | Posición       | Destino                 | Tipo                   | Costo       |
| -------------- | -------------- | ----------------------- | ---------------------- | ----------- |
| Wanderson      | Delantero      | Cruzeiro                | Transferencia.         | R$7.000.000 |
| Rômulo         | Defensa        | Tigres UANL             | Transferencia.         | $5.000.000  |
| Baralhas       | Volante        | Vitória                 | Préstamo.              | --          |
| Hyoran         | Centrocampista | Sport                   | Préstamo.              | --          |
| Estevão        | Centrocampista | Inter de Limeira        | Préstamo.              | --          |
| Gabriel Barros | Delantero      | Criciúma                | Préstamo.              | --          |
| Gabriel        | Volante        | RB Bragantino           | Transferencia.         | --          |
| Lucas Alario   | Delantero      | Estudiantes de La Plata | Rescisión de contrato. | --          |
| Keiller        | Portero        | Ceará                   | Préstamo.              | --          |
| Emerson Júnior | Portero        | Guarani                 | Rescisión de contrato. | --          |
| Lucas Ramos    | Centrocampista | Ypiranga                | Rescisión de contrato. | --          |
| Renê           | Defensa        | Agente libre            | Fin de contrato.       | --          |
| David          | Delantero      | Vasco                   | Transferencia.         | 2.800.000 € |

1. ↑  Con opción de compra de 4.000.000 $[45]
2. ↑  Con opción de compra por R$3.000.000.[67]

### Más presencias
| #   | Futbolista           | Partidos | País      |
| --- | -------------------- | -------- | --------- |
| 1°  | Valdomiro            | 803      | Brasil    |
| 2°  | Andrés D'Alessandro  | 523      | Argentina |
| 3°  | Pontes               | 523      | Brasil    |
| 4°  | Dorinho              | 461      | Brasil    |
| 5°  | Luís Carlos Winck    | 457      | Brasil    |
| 6°  | Claudiomiro          | 424      | Brasil    |
| 7°  | Carlos Gainete Filho | 408      | Brasil    |
| 8°  | Mauro Galvão         | 396      | Brasil    |
| 9°  | Paulo Roberto Falcão | 392      | Brasil    |
| 10° | Índio                | 391      | Brasil    |
| 11° | Bráulio              | 386      | Brasil    |

### Máximos goleadores
| #   | Nombre                 | Goles | País      |
| --- | ---------------------- | ----- | --------- |
| 1°  | Alberto Zolim Filho    | 485   | Brasil    |
| 2°  | Nílton Coelho da Costa | 235   | Brasil    |
| 3°  | Claudiomiro            | 210   | Brasil    |
| 4°  | Valdomiro              | 191   | Brasil    |
| 5°  | Tesourinha             | 178   | Brasil    |
| 6°  | Larry                  | 176   | Brasil    |
| 7°  | José Villalba          | 153   | Argentina |
| 8°  | Ivo Diogo              | 118   | Brasil    |
| 9°  | Leandro Damião         | 118   | Brasil    |
| 10° | Jair                   | 117   | Brasil    |
| 11° | Adãozinho              | 108   | Brasil    |

## Entrenadores
Captains
- José Poppe (abril de 1909–agosto de 1909)[83]
- Benjamin Vinholes (agosto de 1909–abril de 1910)[84]
- Carlos Antonio Kluwe (abril de 1910–?)[85]

Directores técnicos
- Tito Arreguy (1926)[86]
- Edelberto Mendonça (enero de 1927–?)[87]
- Carlos de Lorenzi[nota 1] (febrero de 1931–?)[89]
- Miguel Genta (1932)[86][90]
- Jean Alberto Ryff (1932)[91][92]
- Jean Alberto Ryff (enero de 1934–mayo de 1934)[86][93][94]
- Milton Souto Mayor (enero de 1936–1936)[95]
- Plínio de Assis y Inocencio Travasso (interino- 1936–abril de 1936)[96]
- Milton Souto Mayor (abril de 1936–?)[96]
- Abrahão Bouças (1938)[92]
- Ricardo Díez (1942)[86]
- Darío Letona (1944)[86]
- Darío Letona (1946)[86]
- Carlos Volante (1946–diciembre de 1948)[86][97]
- Félix Magno (1949)[86]
- Alfredo González (1950)[86]
- Dino Sani (abril de 1971–?)[98]
- Sérgio Torres (?–septiembre de 1977)[99]
- Carlos Gainete (septiembre de 1977–marzo de 1978)[99][100]
- Cláudio Duarte (marzo de 1978–?)[100]
- Zé Duarte (?–septiembre de 1979)[101]
- Ênio Andrade (septiembre de 1979–diciembre de 1980)[101]
- Mário Juliato (diciembre de 1980–febrero de 1981)[102][103]
- Cláudio Duarte (febrero de 1981–?)[103]
- Pedro Rocha (1996)[86]
- Muricy Ramalho (diciembre de 2002–diciembre de 2003)[104][105]
- Lori Sandri (diciembre de 2003–junio de 2004)[105][106]
- Leandro Machado (interino- junio de 2004–julio de 2004)[106][107]
- Joel Santana (julio de 2004–septiembre de 2004)[108][109]
- Muricy Ramalho (septiembre de 2004–diciembre de 2005)[110][111]
- Abel Braga (diciembre de 2005–abril de 2007)[112][113]
- Alexandre Gallo (abril de 2007–agosto de 2007)[114][115]
- Abel Braga (agosto de 2007–junio de 2008)[116][117]
- Guto Ferreira (interino- junio de 2008)[117]
- Tite (junio de 2008–octubre de 2009)[118][119]
- Mário Sérgio (octubre de 2009–diciembre de 2009)[120][121]
- Jorge Fossati (diciembre de 2009–mayo de 2010)[122][123]
- Celso Roth (junio de 2010–abril de 2011)[124][125]
- Fábio Mahseredjian (interino- abril de 2011)[125]
- Paulo Roberto Falcão (abril de 2011–julio de 2011)[126][127]
- Osmar Loss (interino- julio de 2011–agosto de 2011)[127]
- Dorival Júnior (agosto de 2011–julio de 2012)[128][129]
- Fernandão (julio de 2012–noviembre de 2012)[130][131]
- Osmar Loss (interino- noviembre de 2012–diciembre de 2012)[132]
- Dunga (diciembre de 2012–octubre de 2013)[133][134]
- Clemer (interino- octubre de 2013/octubre de 2013–diciembre de 2013)[135][136][137]
- Abel Braga (diciembre de 2013–diciembre de 2014)[138][139]
- Diego Aguirre (diciembre de 2014–agosto de 2015)[140][141]
- Odair Hellmann (interino- agosto de 2015)[141]
- Argel Fucks (agosto de 2015–julio de 2016)[142][143]
- Falcão (julio de 2016–agosto de 2016)[144][145]
- Celso Roth (agosto de 2016–noviembre de 2016)[146][147]
- Lisca (noviembre de 2016–diciembre de 2016)[148][149]
- Antônio Carlos Zago (diciembre de 2016–mayo de 2017)[150][151]
- Guto Ferreira (mayo de 2017–noviembre de 2017)[152][153]
- Odair Hellmann (interino- noviembre de 2017/noviembre de 2017–octubre de 2019)[153][154][155]
- Zé Ricardo (octubre de 2019–diciembre de 2019)[156]
- Eduardo Coudet (diciembre de 2019–noviembre de 2020)[157][158]
- Abel Braga (noviembre de 2020–febrero de 2021)[159][160]
- Miguel Ángel Ramírez (marzo de 2021–junio de 2021)[161][162]
- Diego Aguirre (junio de 2021–diciembre de 2021)[163][164]
- Alexander Medina (diciembre de 2021–abril de 2022)[165][166]
- Cauan de Almeida (interino- abril de 2022)[166]
- Mano Menezes (abril de 2022–julio de 2023)[167][168]
- Eduardo Coudet (julio de 2023–julio de 2024)[169][170]
- Pablo Fernandez (interino- julio de 2024)[170]
- Roger Machado (julio de 2024–presente)[7]

1. ↑  Fue a veces citado como Carlos Dilorenzi.[88]

## Presidentes
Desde su fundación en 1909, hasta el año 2020 han sido 64 los presidentes encargados de ejercer el máximo cargo dirigencial de la institución. El primero en el mando fue João Leopoldo Seferin. El presidente actual es Alessandro Barcellos, quien cumple su primer mandato en el club tras ser electo en las elecciones de 2020.
Esta es la lista de presidentes que tuvo el Internacional desde su fundación a la actualidad:
| N° | Presidente                        | Período   |
| -- | --------------------------------- | --------- |
| 1  | João Leopoldo Seferin             | 1909      |
| 2  | Henrique Poppe Leão               | 1910      |
| 3  | Washington Martins                | 1911      |
| 4  | Júlio Seelig                      | 1912–1914 |
| 5  | Felipe Silla                      | 1915      |
| 6  | Heitor Carneiro                   | 1916–1918 |
| 7  | João Alberto Lahorgue             | 1918      |
| 8  | Antônio Vieira Pires              | 1919      |
| 9  | Antenor Lemos                     | 1920–1922 |
| 10 | Heitor Carneiro y Ripper Monteiro | 1923      |
| 11 | Antônio Porto Júnior              | 1924      |
| 12 | Oto Petersen                      | 1925      |
| 13 | Antenor Lemos                     | 1926      |
| 14 | Oscar Borba                       | 1927      |
| 15 | Edelberto Mendonça                | 1928      |
| 16 | Ildo Meneghetti                   | 1929–1933 |
| 17 | Santiago Borba e Ildo Meneghetti  | 1934      |
| 18 | Cícero Ahrends                    | 1935      |
| 19 | Milton Soares                     | 1936      |
| 20 | Iracy Salgado Freire              | 1937      |
| 21 | Ildo Meneghetti                   | 1938      |
| 22 | Willy Teichmann                   | 1939      |
| 23 | Hoche de Almeida Barros           | 1940      |
| 24 | Milton Soares                     | 1941      |
| 25 | Miguel Genta                      | 1942      |
| 26 | Abelard Jacques Noronha           | 1943–1944 |
| 27 | Afonso Paulo Feijó                | 1945      |
| 28 | Isaac Cruz                        | 1946      |
| 29 | Paulinho de Vargas Vares          | 1947      |
| 30 | Pedro Machado Moreira             | 1948      |
| 31 | Joaquim Difini                    | 1949      |
| 32 | Milton Soares                     | 1950–1951 |
| 33 | Ephraim Pinheiro Cabral           | 1952      |
| 34 | Salvador Lopumo                   | 1953–1955 |

| N° | Presidente                | Período   |
| -- | ------------------------- | --------- |
| 35 | Manoel Tavares da Silva   | 1956      |
| 36 | Ítalo José Michelin       | 1957      |
| 37 | Gildo Russowski           | 1958      |
| 38 | Frederico Arnaldo Ballvé  | 1959      |
| 39 | Ephraim Pinheiro Cabral   | 1960      |
| 40 | Luís Fagundes de Mello    | 1961–1963 |
| 41 | Salvador Lopumo           | 1964      |
| 42 | Manoel Braga Gastal       | 1965      |
| 43 | Ephraim Pinheiro Cabral   | 1966–1967 |
| 44 | José Alexandre Zachia     | 1968      |
| 45 | Carlos Stechmann          | 1969–1973 |
| 46 | Eraldo Herrmann           | 1974–1975 |
| 47 | Frederico Arnaldo Ballvé  | 1976–1977 |
| 48 | Marcelo Feijó             | 1978–1979 |
| 49 | José Asmuz                | 1980–1981 |
| 50 | Arthur Dallegrave         | 1982–1983 |
| 51 | Roberto Borba             | 1984–1985 |
| 52 | Gilberto Medeiros         | 1986–1987 |
| 53 | Pedro Paulo Zachia        | 1988–1989 |
| 54 | José Asmuz                | 1990–1993 |
| 55 | Pedro Paulo Zachia        | 1994–1997 |
| 56 | Paulo Rogério Amoretty    | 1998–1999 |
| 57 | Jarbas Lima               | 2000      |
| 58 | Fernando Miranda          | 2001      |
| 59 | Fernando Carvalho         | 2002–2006 |
| 60 | Vitorio Piffero           | 2007–2010 |
| 61 | Giovanni Luigi            | 2011–2014 |
| 62 | Vitorio Piffero           | 2015–2016 |
| 63 | Marcelo Feijó de Medeiros | 2017–2020 |
| 64 | Alessandro Barcellos      | 2021–2023 |

## Palmarés

### Títulos oficiales
Nota: en negrita competiciones vigentes en la actualidad.
Torneos nacionales
| Competición nacional | Títulos           | Subtítulos                                      |
| -------------------- | ----------------- | ----------------------------------------------- |
| Serie A (3/8)        | 1975, 1976, 1979. | 1967, 1968, 1988, 2005, 2006, 2009, 2020, 2022. |
| Copa de Brasil (1/2) | 1992.             | 2009, 2019.                                     |
| Serie B (0/1)        |                   | 2017.                                           |

Torneos internacionales
| Competición internacional               | Títulos     | Subtítulos |
| --------------------------------------- | ----------- | ---------- |
| Copa Mundial de Clubes de la FIFA (1/0) | 2006.       |            |
| Copa Libertadores de América (2/1)      | 2006, 2010. | 1980.      |
| Copa Sudamericana (1/0)                 | 2008        |            |
| Recopa Sudamericana (2/1)               | 2007, 2011. | 2009.      |
| Copa J.League-Sudamericana (1/0)        | 2009.       |            |

Torneos estaduales
| Competición estadual              | Títulos | Subtítulos |
| --------------------------------- | --- | --- |
| Campeonato Gaúcho (46/22)         | 1927, 1934, 1940, 1941, 1942, 1943, 1944, 1945, 1947, 1948, 1950, 1951, 1952, 1953, 1955, 1961, 1969, 1970, 1971, 1972, 1973, 1974, 1975, 1976, 1978, 1981, 1982, 1983, 1984, 1991, 1992, 1994, 1997, 2002, 2003, 2004, 2005, 2008, 2009, 2011, 2012, 2013, 2014, 2015, 2016, 2025. (Récord) | 1936, 1962, 1963, 1964, 1966, 1967, 1968, 1977, 1980, 1985, 1986, 1987, 1988, 1989, 1993, 1995, 1998, 1999, 2006, 2010, 2017, 2019, 2021. |
| Copa FGF (2/0)                    | 2009, 2010. | |
| Recopa Gaúcha (2/2)               | 2016, 2017. | 2014, 2015. |
| Supercopa Gaúcha (1/1)            | 2016. | |
| Campeonato de Porto Alegre (24/9) | 1913, 1914, 1915, 1916, 1917, 1920, 1922, 1927, 1934, 1936, 1940, 1941, 1942, 1943, 1944, 1945, 1947, 1948, 1950, 1951, 1952, 1953, 1955, 1972. | 1912, 1919, 1932, 1933, 1939, 1935, 1946, 1949, 1954.                                                                                     |

## Participaciones internacionales
El Internacional es uno de los tres equipos sudamericanos que ha conseguido conquistar todas las competencias internacionales en las que ha participado; como curiosidad el Inter es el único club de los equipos grandes de Brasil que no participó en la Copa Conmebol ni en la Copa Mercosur.
| Torneo                            | Ediciones                                                                                       |
| --------------------------------- | ----------------------------------------------------------------------------------------------- |
| Copa Mundial de Clubes (2)        | 2006, 2010                                                                                      |
| Copa Libertadores de América (16) | 1976, 1977, 1980, 1989, 1993, 2006, 2007, 2010, 2011, 2012, 2015, 2019, 2020, 2021, 2023, 2025. |
| Copa Sudamericana (8)             | 2003, 2004, 2005, 2008, 2009, 2014, 2022, 2024.                                                 |
| Recopa Sudamericana (3)           | 2007, 2009, 2011                                                                                |
| Copa Suruga Bank (1)              | 2009                                                                                            |

### Por competencia
- En negrita competiciones en activo.

| Torneo                       | TJ | PJ  | PG | PE | PP | GF  | GC  | Dif. | Puntos |
| ---------------------------- | -- | --- | -- | -- | -- | --- | --- | ---- | ------ |
| Copa Libertadores de América | 15 | 152 | 73 | 43 | 36 | 221 | 137 | +84  | 242    |
| Copa Sudamericana            | 8  | 32  | 20 | 22 | 8  | 64  | 42  | +22  | 82     |
| Copa Mundial de Clubes       | 2  | 4   | 3  | 0  | 1  | 7   | 5   | +2   | 9      |
| Recopa Sudamericana          | 3  | 6   | 2  | 0  | 4  | 9   | 9   | 0    | 6      |
| Copa Suruga Bank             | 1  | 1   | 1  | 0  | 0  | 2   | 1   | +1   | 3      |
| Total                        | 29 | 213 | 99 | 65 | 49 | 303 | 194 | +109 | 342    |

## Otras secciones deportivas

### Ajedrez
Fundada en 1980, la sección de ajedrez del Inter, pese a permanecer extinta en la actualidad cosechó grandes éxitos para el club.

### Taekwondo
La sección de Taekwondo del Inter se fundó en julio de 2009 con el proyecto de formación de deportistas olímpicos.

### Fútbol Sala
En 1996, Internacional se consagra campeón de la Liga Nacional de Futsal tras vencer en la final a Vasco da Gama por 6-1. Además en 1997 logra consagrarse campeón de la primera edición de la Copa Intercontinental de Fútbol Sala, tras vencer al Fútbol Club Barcelona por 4-2.

### Boxeo
Fundado en 1947, el "Departamento de Boxeo del Internacional" inició sus actividades en 1949 pero tuvo su actividad interrumpida, reiniciándose de nuevo en julio de 2009 con el proyecto de formación de deportistas olímpicos.

### Judo
La sección de Judo del Inter empezó a ganar notoriedad en los años 80. En promedio, los atletas de Judo compitieron en 14 torneos oficiales.

## Rivalidades

### Grenal

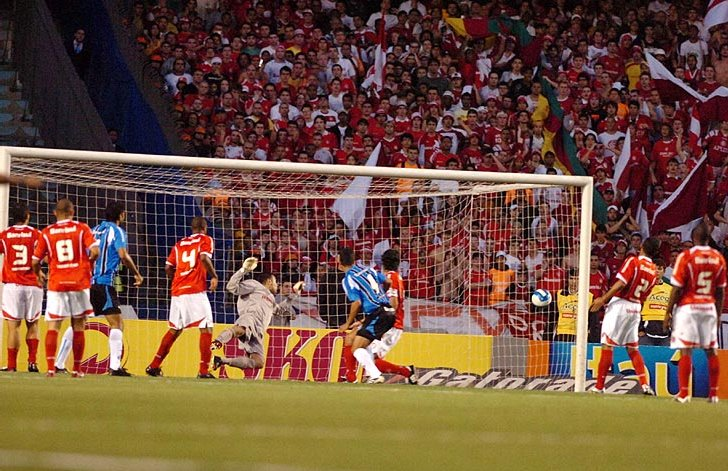
El Grenal disputado en el Estadio Olímpico Monumental.

El mayor rivalidad del Inter es el Grêmio, con quién disputa el partido conocido como «Grenal», considerado como uno de los partidos más importantes de Brasil. La rivalidad entre ambos clubes comienza en 1909.
Según el Ranking elaborado por la revista inglesa FourFourTwo, este enfrentamiento es considerado como el clásico más grande de Brasil y el octavo más importante del mundo, mientras que para el también británico Daily Mirror fue considerado como el noveno más importante del mundo y el único en Brasil.

### Juvenal
Otro rival de Internacional es Juventude, siendo uno de los grandes clásicos intermunicipales de Rio Grande do Sul.

## Área social y dimensión sociocultural

### Afición

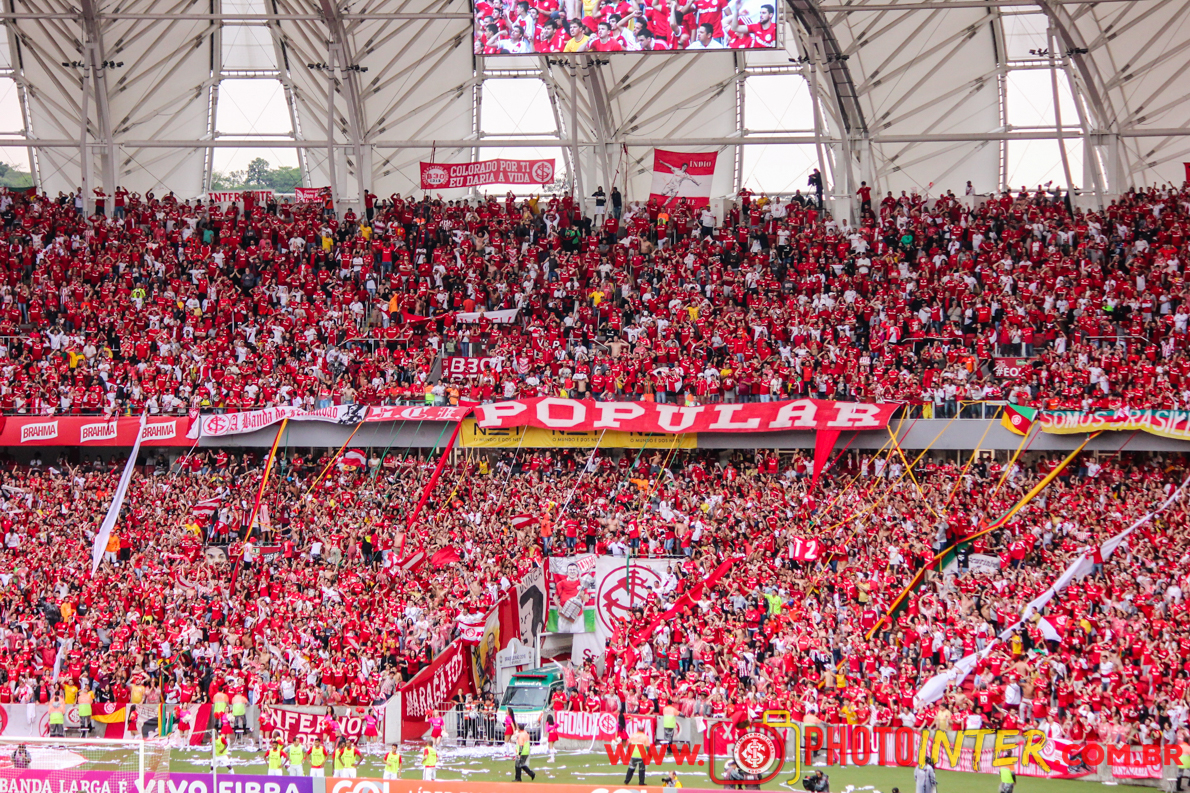
Torcida del Internacional en el Beira-Río.

Según una encuesta del instituto Datafolha, publicada en septiembre de 2019, Internacional tiene la octava mayor afición en Brasil, estimada en 6.3 millones de fanáticos, o el 3% de la población total del país.
Inter, como cualquier otro equipo brasileño tiene grupos de seguidores organizados, especialmente Guarda Popular, Camiseta 12, Nação Independente, Super FICO (Força Independente Colorada), FFC (Força Femenina Colorada) y Roots.